# V. Mehmed oszmán szultán
V. Mehmed oszmán szultán (Konstantinápoly, 1844. november 2. – Konstantinápoly, 1918. július 3.) az Oszmán Birodalom szultánja és az iszlám kalifája 1909-től haláláig. Bár jó szándékú politikus volt, uralkodása mégis egybeesett az Oszmán Birodalom felbomlásának kezdetével és az akarata ellenére történő első világháborús oszmán részvétellel is.

## Élete
Mehmed Reşad 1909. április 27-én, bátyja II. Abdul-Hamid lemondatása után került hatalomra. Kifinomult, jóindulatú személyiség volt. Tanulmányai során ismereteket szerzett a tradicionális iszlám tantárgyakban, a perzsa irodalomban, valamint nagy érdeklődést mutatott az oszmán és iszlám történelem iránt. Ennek ellenére hiányzott belőle az uralkodás képessége. Alkotmányos uralkodóként kívánt uralkodni és a teljes irányítást átengedte az ifjútörök mozgalom nemzeti liberális szervezetének, az Egység és Haladás Mozgalmának. A mozgalom tanácsára Albániába és Trákiába látogatott az ott élő muzulmán lakossággal való szorosabb kapcsolat kiépítése céljából.
Uralkodása alatt a Porta több háborút is elvesztett. Az első az 1911–1912-es évi olasz–török háború volt, melynek során a birodalom elveszítette Tripolitániát (Tripoli). A legsúlyosabb csapást az 1912–1913-as első Balkán-háború jelentette, melynek során a birodalom elvesztette balkáni birtokainak a nagy részét. Bár ellenezte, szintén az ő uralkodása alatt lépett be a birodalom az első  világháborúba a központi hatalmak oldalán. Kalifaként szent háborúra szólította fel az összes muzulmánt, különösen az antant hatalmak uralma alatt élőket, azonban ez nem váltotta be a hozzáfűzött reményeket. Halálakor az Oszmán Birodalom nagy része már az antant ellenőrzése alatt állt, hat hónappal később pedig Isztambul is katonai megszállás alá került. Utódja VI. Mehmed lett.